# 埃弗里 (密蘇里州克勞福德縣)
埃弗里（英語：Avery）是位於美國密蘇里州克勞福德縣的鬼鎮。

## 歷史
埃弗里的郵局於1853年設立，其後於1865年停運。

## 地理
埃弗里所處的海拔為高於海平面264米（即866英呎），而該地所採用的時區為UTC-6，即北美中部時區（CST）。同時該地設有夏令時間，為UTC-6調快一小時，即UTC-5（CDT）。